# Canton de Lure-2
Le canton de Lure-2 est une circonscription électorale française du département de la Haute-Saône.

## Histoire
Un nouveau découpage territorial de la Haute-Saône entre en vigueur à l'occasion des élections départementales de 2015. Il est défini par le décret du 17 février 2014, en application des lois du 17 mai 2013 (loi organique 2013-402 et loi 2013-403). Les conseillers départementaux sont, à compter de ces élections, élus au scrutin majoritaire binominal mixte. Les électeurs de chaque canton élisent au Conseil départemental, nouvelle appellation du Conseil général, deux membres de sexe différent, qui se présentent en binôme de candidats. Les conseillers départementaux sont élus pour 6 ans au scrutin binominal majoritaire à deux tours, l'accès au second tour nécessitant 12,5 % des inscrits au 1er tour. En outre la totalité des conseillers départementaux est renouvelée. Ce nouveau mode de scrutin nécessite un redécoupage des cantons dont le nombre est divisé par deux avec arrondi à l'unité impaire supérieure si ce nombre n'est pas entier impair, assorti de conditions de seuils minimaux. Dans la Haute-Saône, le nombre de cantons passe ainsi de 32 à 17.
Le canton de Lure-2 est formé de communes des anciens cantons de Lure-Nord (4 communes), de Lure-Sud (15 communes), de Villersexel (1 commune) et de Héricourt-Ouest (1 commune) et une fraction de la commune de Lure. Il est entièrement inclus dans l'arrondissement de Lure. Le bureau centralisateur est situé à Lure.

## Représentation
| Période élective | Période élective | Mandat | Mandat   | Identité         | Nuance | Nuance | Qualité |
| ---------------- | ---------------- | ------ | -------- | ---------------- | ------ | ------ | --- |
| 2015             | 2021             | 2015   | 2021     | Isabelle Arnould |        | PS     | Professeure des écoles Présidente de l'École Départementale de Musique 4e Vice-présidente chargée de l'Éducation et de la Jeunesse |
| 2015             | 2021             | 2015   | 2021     | Robert Morlot    |        | DVG    | Retraité de PSA, maire de Frotey-lès-Lure Président de la Communauté de Communes du Pays de Lure                                   |
| 2021             | 2028             | 2021   | en cours | Isabelle Arnould |        | PS     | Conseillère municipale de Lure, présidente de la communauté de communes                                                            |
| 2021             | 2028             | 2021   | en cours | Bernard Piquard  |        | PS     | Chef d'entreprise retraité, maire de Roye                                                                                          |

### Résultats détaillés

#### Élections de mars 2015
À l'issue du 1er tour des élections départementales de 2015, deux binômes sont en ballottage : Sandrine Galmiche et Henri Hoarau (FN, 35,76 %) et Isabelle Arnould et Robert Morlot (DVG, 34,95 %). Le taux de participation est de 60,38 % (5 569 votants sur 9 224 inscrits) contre 59,21 % au niveau départemental et 50,17 % au niveau national.
Au second tour, Isabelle Arnould et Robert Morlot (DVG) sont élus avec 53,71 % des suffrages exprimés et un taux de participation de 62,03 % (2 763 voix pour 5 721 votants et 9 223 inscrits).

#### Élections de juin 2021
Le premier tour des élections départementales de 2021 est marqué par un très faible taux de participation (33,26 % au niveau national). Dans le canton de Lure-2, ce taux de participation est de 38,77 % (3 621 votants sur 9 339 inscrits) contre 40,34 % au niveau départemental. À l'issue de ce premier tour, deux binômes sont en ballottage : Isabelle Arnould et Bernard Piquard (PS, 47,3 %) et Alexia Gallet et Antoine Villedieu (RN, 34,14 %).
Le second tour des élections est marqué une nouvelle fois par une abstention massive équivalente au premier tour. Les taux de participation sont de 34,36 % au niveau national, 42,9 % dans le département et 40,93 % dans le canton de Lure-2. Isabelle Arnould et Bernard Piquard (PS) sont élus avec 58,61 % des suffrages exprimés (2 059 voix pour 3 825 votants et 9 345 inscrits),,.

## Composition
| Nom                          | Code Insee | Intercommunalité    | Superficie (km2) | Population (dernière pop. légale)              | Densité (hab./km2) | Modifier                                    |
| ---------------------------- | ---------- | ------------------- | ---------------- | ---------------------------------------------- | ------------------ | ------------------------------------------- |
| Lure (bureau centralisateur) | 70310      | CC du pays de Lure  | 24,31            | Fraction : 3 345 (2022) Commune : 7 912 (2022) | 325                | modifier les données · modifier les données |
| Amblans-et-Velotte           | 70014      | CC du pays de Lure  | 9,76             | 400 (2022)                                     | 41                 | modifier les données · modifier les données |
| Andornay                     | 70021      | CC du pays de Lure  | 1,48             | 179 (2022)                                     | 121                | modifier les données · modifier les données |
| Arpenans                     | 70029      | CC du pays de Lure  | 11,80            | 242 (2022)                                     | 21                 | modifier les données · modifier les données |
| Les Aynans                   | 70046      | CC du pays de Lure  | 7,82             | 360 (2022)                                     | 46                 | modifier les données · modifier les données |
| La Côte                      | 70178      | CC du pays de Lure  | 6,93             | 526 (2022)                                     | 76                 | modifier les données · modifier les données |
| Faymont                      | 70229      | CC du pays de Lure  | 7,99             | 255 (2022)                                     | 32                 | modifier les données · modifier les données |
| Frotey-lès-Lure              | 70260      | CC du pays de Lure  | 7,21             | 692 (2022)                                     | 96                 | modifier les données · modifier les données |
| Genevreuille                 | 70262      | CC du pays de Lure  | 6,42             | 151 (2022)                                     | 24                 | modifier les données · modifier les données |
| Lomont                       | 70306      | CC du pays de Lure  | 11,35            | 479 (2022)                                     | 42                 | modifier les données · modifier les données |
| Lyoffans                     | 70313      | CC du pays de Lure  | 4,49             | 443 (2022)                                     | 99                 | modifier les données · modifier les données |
| Magny-Danigon                | 70318      | CC du pays de Lure  | 7,52             | 454 (2022)                                     | 60                 | modifier les données · modifier les données |
| Magny-Jobert                 | 70319      | CC du pays de Lure  | 3,68             | 131 (2022)                                     | 36                 | modifier les données · modifier les données |
| Magny-Vernois                | 70321      | CC du pays de Lure  | 6,38             | 1 361 (2022)                                   | 213                | modifier les données · modifier les données |
| Moffans-et-Vacheresse        | 70348      | CC du pays de Lure  | 14,09            | 613 (2022)                                     | 44                 | modifier les données · modifier les données |
| Mollans                      | 70351      | CC du Triangle Vert | 13,45            | 236 (2022)                                     | 18                 | modifier les données · modifier les données |
| Palante                      | 70403      | CC du pays de Lure  | 3,46             | 245 (2022)                                     | 71                 | modifier les données · modifier les données |
| Pomoy                        | 70416      | CC du Triangle Vert | 7,51             | 198 (2022)                                     | 26                 | modifier les données · modifier les données |
| Roye                         | 70455      | CC du pays de Lure  | 10,37            | 1 486 (2022)                                   | 143                | modifier les données · modifier les données |
| Le Val-de-Gouhenans          | 70515      | CC du pays de Lure  | 3,88             | 66 (2022)                                      | 17                 | modifier les données · modifier les données |
| Vouhenans                    | 70577      | CC du pays de Lure  | 8,36             | 381 (2022)                                     | 46                 | modifier les données · modifier les données |
| Vy-lès-Lure                  | 70581      | CC du pays de Lure  | 16,00            | 714 (2022)                                     | 45                 | modifier les données · modifier les données |
| Canton de Lure-2             | 7007       |                     |                  | 12 957 (2022)                                  |                    | modifier les données                        |

Le canton de Lure-2 comprend :
1. vingt-et-une communes entières,
2. la partie de la commune de Lure située au sud d'une ligne définie par l'axe des voies et limites suivantes : depuis la limite territoriale de la commune de Bouhans-lès-Lure, ligne de chemin de fer de Paris à Bâle, avenue Carnot, rue Henri-Marsot, ligne droite tracée dans le prolongement de la rue Henri-Marsot, jusqu'à la limite territoriale de la commune de Froideterre.

## Démographie
En 2022, le canton comptait 12 957 habitants, en évolution de −0,4 % par rapport à 2016 (Haute-Saône : −1,4 %, France hors Mayotte : +2,11 %).
| 2013   | 2018   | 2022   |
| ------ | ------ | ------ |
| 12 900 | 12 977 | 12 957 |